# Hendrik Krock
Hendrik Krock (1671-1738) var en hofmaler under Frederik 4. og Christian 6. Han blev født i Flensborg 21. juli 1671 som søn af købmanden Valentin Krock.

## Uddannelse
Hendrik Krock blev som 11-årig sat i lære i Husum hos Johan Ayerschöttel, der var en berømt "Kontrafejer", portrætmaler. 1688 kom han til København, hvor han levede under små kår, medens han studerede ”udi ridsekunsten”. Senere kom han i lære hos hofmaler Peder Andersen på Frederiksborg. I 1693 ledsagede han på en rejse til Italien den unge Ulrik Christian Gyldenløve, den senere Frederik 4.'s halvbror. Krock havde nu en naturlig forbindelse til den unge Gyldenløve og gennem ham til hans brødre, først og fremmest kongen. Denne forbindelse fik afgørende betydning for Krocks karriere. Hans første ophold i Italien var langvarigt.

## Tidlig karriere
I 1701 var han hjemme i København igen og må allerede da have været en anerkendt kunstner, da han og flere af tidens kendte kunstnere er underskriver på en ansøgning til Frederik 4. om hjælp til et af dem stiftet ”Kunstnersocietet” samme år. Det er den første spæde og ydmyge begyndelse til et kunstakademi i Danmark. Ansøgningen var forgæves. Fra 1704 fik Krock fast årsløn som kunstner. Efter at have leveret flere allegoriske og mytologiske billeder til Frederiksberg Slot drog han for tredje og sidste gang til Italien og arbejdede et par år hos Carlo Maratta. Her lærte Krock den antikiserende, velkomponerede og mådeholdne barok uden alle de illusionistiske og kunstfærdige overgange mellem virkelig og fiktiv arkitektur. Karakteristisk for Krock er, at baggrundene er holdt i dybe himle og skyformationer omkring forholdsvis rolige figurgrupper. Hans mange lofts- og vægudsmykninger blev udført i klar sammenhæng med den omgivende arkitektur.

## Hofmaleren
Frederik 4. og hans søn Christian 6. indledte et omfattende byggeprogram, der skulle skabe nye fornemme rammer om det enevældige hof og dets administration. Da Hendrik Krock i 1705 vendte hjem til Danmark igen, var hans evner som hurtigmaler i høj kurs. De nye slotte og palæer skulle forsynes med plafondmalerier, dørstykker, ”Ovidische Historien” (mytologiske billeder) osv. I 1706 kaldes han ”hofskildrer”, hofmaler.
Han og Benoît le Coffre var de altdominerende kunstnere inden for historiemaleri i Danmark i de første årtier af 1700-tallet. Deres kunst var væsensforskellig, men de supplerede hinanden: Hvor Coffre afbilder en eventyrlig og teatralsk verden i en stil, der antyder en begyndende rokoko, malede Krock pompøse, mytologiske og religiøse værker, der udtrykker kongemagtens pragt og værdighed. Derfor nød Krock også stor anerkendelse fra Frederik 4. og Christian 6.. Men eftertiden har været hård i sin dom over Krocks kunst. Men når en kunstner som Krock i løbet af en 10-20 år skal levere 150 kæmpestore plafondmalerier med 3- eller 400 figurer i naturlig størrelse, kan ingen vente andet end hastværksarbejde. Portrætmaleri havde han kun liden succes med. Og når han malede billeder af kongelige eller fyrstelige personer, måtte Nicolai Wichmann, en anset portrætmaler, male deres ansigter.
På grund af sin store produktion blev Krock en velhavende mand. I 1722 udnævntes han til kancelliråd. I 1731 fik han sin bestalling som hofmaler fornyet. Kort før sin død blev han betroet af Christian 6. til at oprette det første danske kunstakademi i København. Studiematerialet til denne skole var stik og skitser, som han havde hjembragt i sin ungdom. Han døde i København 18. november 1738.

## Værker
Det lader sig ikke gøre her at give en fortegnelse over den svimlende lange række af Krocks værker: til Frederiksberg og Fredensborg, til Hørsholm og Rosenborg, til Københavns Slot og Kancellibygningen, til Frydenlund og Selsø, til Sankt Petri Kirke, Sankt Nicolai Kirke og Helligåndskirken, samt Christiansborg Slotskirke (nedbrændt i 1794). En stor del af hans billeder, deriblandt det famøse ”Dommedag” fra 1721, er gået til grunde, da Christiansborg og Frederiksborg brændte. I dag er det navnlig på Fredensborg og Frederiksberg Slotte, vi kan studere Krocks plafondbilleder. De viser os Krock som en rutineret maler. Både billedernes idé, komposition, anordningen i rummet, tegningen, forkortningerne, karnationen, luftperspektivet lader meget tilbage at ønske. Hans altdominerende dybe blågrønne farver gør ham genkendelig.
| - Værker af Hendrik Krock - Himmelfartsbillede i Sankt Petri Kirke, København - Venus bringer lægende urter til den sårede Æneas, 1706 - Aurora udstrør blomster. Loftsmaleri fra perspektivistisk kuppel, 1712, Den Stormske Gård, København(en) - Forarbejde af hovedmotivet til loftsmaleri i lakajgemakket på Frederiksberg Slot, 1708-12 - Detalje af himmelfartsbillede Altertavlen i Helligaandskirken i København - Detalje fra himmelfartsbillede. Aaltertavlen i Helligaandskirken, København |